# Colla-Reich
Das Colla-, Qolla- oder Qulla-Reich war eine segmentäre Gesellschaft nördlich des Titicacasees, die viele Abstammungsgruppen umfasste.
Das Reich war eines der Aymara-Häuptlingstümer, die nach dem Zusammenbruch Tiwanakus in großen Teilen des Altiplanos existierten. Die Collas besaßen Mitte des 15. Jahrhunderts ein großes Gebiet, das der neunte Inka-Herrscher Pachacútec Yupanqui in diesem Zeitraum unterwarf. Auch wenn das Colla-Reich als mächtiges, vereintes Reich beschrieben wurde, geben archäologische Funde das Bild einer politisch gespaltenen, von Pucará-Festungen durchsetzten Region wieder.
Das Colla-Reich umfasste ein Gebiet von rund 20.000 Quadratkilometern und betrachtete sich als Nachfolger des Tiwanaku-Reichs. Die Colla sprachen Puquina, möglicherweise die Sprache der Tiwanaku.
Zur Zeit des Inkareichs wurde die Region Collasuyu nach dem Colla-Reich benannt, jedoch umfasste diese ein größeres Gebiet als das der Colla. Aus diesem Grund nannten die Inka alle Aymaravölker „Colla“.